# Butch Hartman
Pour les articles homonymes, voir Butch et Hartman.
Elmer « Butch » Hartman, né le 10 janvier 1965 à Highland Park, dans le Michigan, est un animateur, illustrateur, producteur, réalisateur, scénariste et acteur américain. Il est principalement connu pour la création des séries d'animation Mes parrains sont magiques, Danny Fantôme, TUFF Puppy et Bunsen est une bête pour Nickelodeon.

## Filmographie

### comme réalisateur
- 1995 : Hillbilly Blue
- 1995 : Short Pfuse (TV)
- 1997 : Pfish and Chip (TV)
- 1998 : The Fairly OddParents (TV)
- 2003 : The Fairly OddParents in: Abra Catastrophe! (TV)
- 2004 : The Fairly OddParents in School's Out! The Musical (TV)
- 2004 : The Jimmy Timmy Power Hour (TV)
- 2004 : The Fairly OddParents in: Channel Chasers (TV)
- 2006 : The Jimmy Timmy Power Hour 2: When Nerds Collide (TV)
- 2006 : The Fairly OddParents in Fairy Idol (TV)
- 2006 : The Jimmy Timmy Power Hour 3: The Jerkinators! (TV)

### comme scénariste
- 1995 : Hillbilly Blue
- 2001 : Mes parrains sont magiques
- 2004 : The Fairly OddParents in School's Out! The Musical (TV)
- 2004 : Crash Nebula (TV)
- 2004 : The Fairly OddParents in: Channel Chasers (TV)
- 2006 : The Jimmy Timmy Power Hour 2: When Nerds Collide (TV)
- 2006 : The Fairly OddParents in Fairy Idol (TV)

### comme acteur
- 2006 : The Jimmy Timmy Power Hour 3: The Jerkinators! (TV)
- 1965 : Des jours et des vies ("Days of Our Lives") (série télévisée) : Harvey (1988) / Jake (1989)
- 1989 : Générations (Generations) (série télévisée) : Sean Masters (1990-1991)
- 1992 : California Hot Wax : Eddie
- 2003 : The Fairly OddParents in: Abra Catastrophe! (TV) : Flashback Boy / Web-Eared Guy / Third Kid / Orderly (voix)
- 2004 : The Fairly OddParents in: Channel Chasers (TV) : Race Official / Man on Puppet Show (from deleted alternate scene) / Additional Voices (voix)

### comme producteur
- 1998 : Zoomates
- 2001 : Mes parrains sont magiques ("The Fairly OddParents") (série télévisée)
- 2002 : Dan Danger
- 2003 : The Fairly OddParents in: Abra Catastrophe! (TV)
- 2004 : Danny Fantôme (série télévisée)
- 2004 : The Fairly OddParents in: Channel Chasers (TV)
- 2006 : The Jimmy Timmy Power Hour 2: When Nerds Collide (TV)
- 2006 : Doogal
- 2006 : The Fairly OddParents in Fairy Idol (TV)
- 2010 : T.U.F.F. Puppy (TV)
- 2017 : Bunsen est une bête (TV)